# Sebastião José de Carvalho e Melo
Pour les articles homonymes, voir Pombal.
Sebastião José de Carvalho e Melo, comte d'Oeiras et marquis de Pombal (plus connu sous ce titre) (13 mai 1699 - 8 mai 1782)  est un homme politique portugais du XVIIIe siècle qui dirige le Portugal durant plus de vingt ans. Son action pour reconstruire Lisbonne à la suite du tremblement de terre de 1755 est remarquable. Il expulse les Jésuites du Portugal et s'attaque à la haute noblesse lors du Procès des Távora en 1759. En 1777, à la mort du roi Joseph Ier, il est écarté du pouvoir par la reine Marie Ire. En 1779, un procès lui est intenté mais il meurt avant la fin de celui-ci .

## Début de vie

### Famille

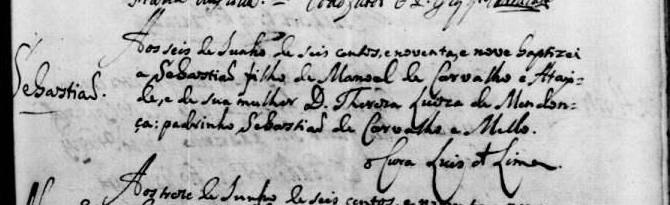
Certificat de baptême de Sebastião José de Carvalho e Melo, daté du 6 juin 1699. Paroisse de Mercês, Lisbonne.

Sebastião José de Carvalho e Melo naît à Lisbonne le 13 mai 1699. Il est le fils Manuel de Carvalho e Ataíde, capitaine, et de Teresa Luísa de Mendonça de Melo .
Il est issu d'une famille de la petite noblesse provinciale , originaire de la petit ville de Soure près de Coimbra dont la filiation remonte à Sebastião de Carvalho, né en 1465, appelé « Mestre », une qualification qui peut suggérer qu'il a été médecin ou chirurgien. Même si son père est un gentilhomme modeste  avec un entourage n'appartenant pas aux grandes maisons du royaume, ses membres font profession des armes et les alliances de la famille attestent de sa considération. 
Sebastião José étudie le Droit ainsi que l'Histoire à l'Université de Coimbra et a été admis en 1734 dans une société royale d'histoire . Il parle couramment le portugais et le français .
À 23 ans, il épouse une veuve de dix ans son aînée, Teresa de Noronha e Bourbon Mendonça e Almada (1687-1739), fille de Bernard de Noronha, cadet des comtes d'Arcos et ce malgré l'opposition de la famille de celle-ci, qui considère son honneur blessé par cette mésalliance.

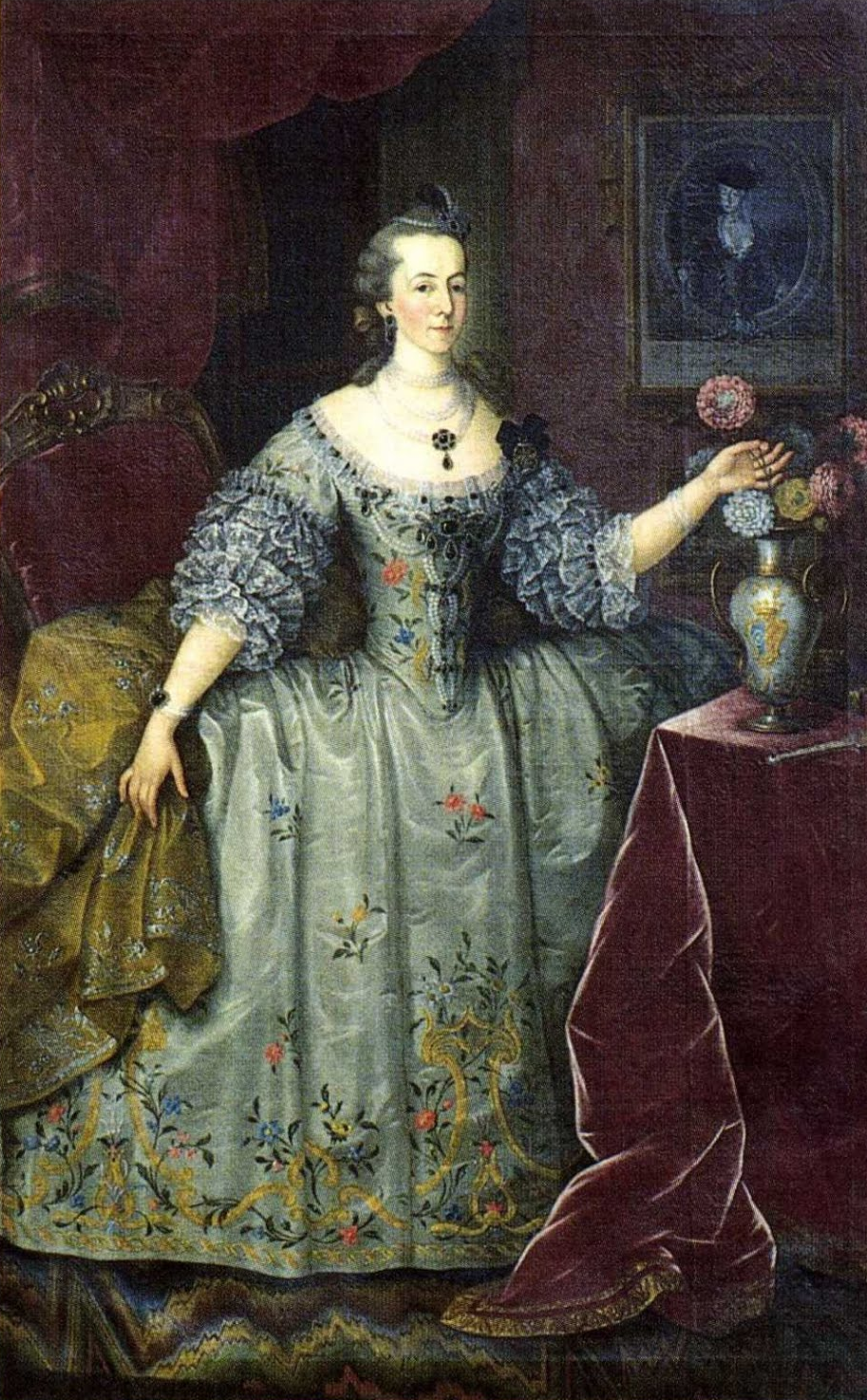
Leonor Ernestina de Daun, 1ère marquise de Pombal.

Son épouse meurt en janvier 1739 et il tombe amoureux de la jeune comtesse de Daun, fille d'Heinrich Reichard Lorenz, comte de Daun et prince de Thiano, et de Maria Violante Josepha von Boymont, comtesse de Payrsberg ,. Sa demande en mariage est d'abord très mal accueillie par la famille de la comtesse qui ne croit pas à cette alliance. En 1745, le mariage ne se fait qu'après la confirmation de la noblesse de sa famille par la reine de Portugal . De ce mariage, il a deux fils et trois filles .

### Carrière

#### Brève carrière militaire
Entré au service militaire à Lisbonne comme simple soldat, selon l'usage de la jeune noblesse Portugaise, il obtient le grade de caporal puis quitte l'armée et la capitale pour se retirer à Soure. Le peu d'opportunités qu'il peut y trouver et le mauvais état de ses finances lui font demander à son oncle, le prélat Paul de Carvalho, un emploi à Lisbonne. Ce dernier le recommande au cardinal João da Motta e Silva, alors Premier ministre.

#### Envoyé diplomatique à Londres et mission à Vienne (1738-1745)
En 1738, le cardinal João da Motta e Silva le transfert à Londres en qualité d'envoyé extraordinaire .
En 1739 éclate la guerre de l'oreille de Jenkins entre Anglais et Espagnols, aussitôt suivie, en 1742, de la guerre de Succession d'Autriche. Durant les deux conflits, le Portugal reste neutre contrairement à la Grande-Bretagne. Celle-ci refuse de venir en aide au Portugal lorsque le nouvel ambassadeur, dans sa toute première intervention, demande aux anglais de soutenir les forces portugaises en Inde qui viennent de perdre Salsette .
En 1740, il est nommé membre de la Royal Society  et il utilise ses contacts pour « enquêter sur les causes, les techniques, les mécanismes de la puissance commerciale et navale britannique » .
En 1745, il est envoyé en mission à Vienne, dans une Autriche plongée en pleine guerre de succession : le futur du Saint-Empire est en jeu. Des tensions politiques opposent Marie-Thérèse d'Autriche au pape Benoît XIV. L'ambassadeur portugais à Rome, Manuel Pereira de Sampaio, suggère au pape la médiation de la couronne portugaise : la reine portugaise, Marie-Anne d'Autriche, est la sœur du défunt Charles VI (empereur du Saint-Empire). Les autrichiens n'ayant aucun ambassadeur portugais, on demande alors à Sébastien José de Carvalho d'assurer cette mission tout en gardant son poste à Londres .
À la mort de ses deux protecteurs, son oncle et le cardinal da Motta, il est peu apprécié du roi Jean V de Portugal qui le rappel à Lisbonne où on le laisse sans emploi ,.

## Ministre du roi JosephIer
Le roi Jean V meurt en 1750 et son fils monte sur le trône sous le nom de Joseph Ier (José).
Ce dernier, à la différence de son père, apprécie le marquis et le nomme au gouvernement .

### Tremblement de terre de Lisbonne

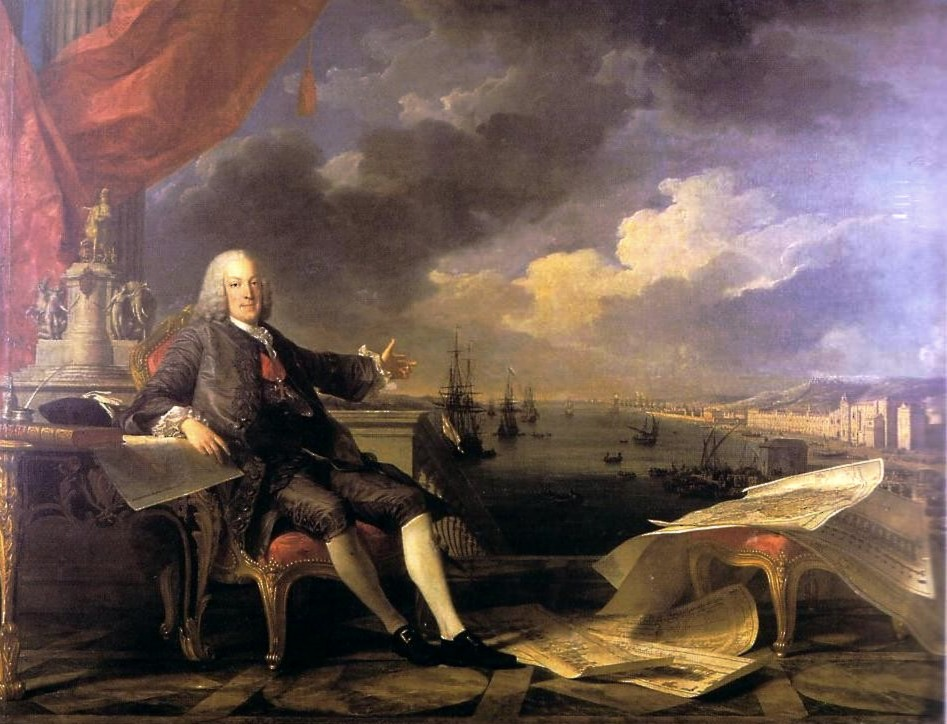
Le Marquis de Pombal, par Louis-Michel van Loo et Claude-Joseph Vernet, 1766.

Le 1er novembre 1755, alors qu'il a acquis le titre de Premier ministre du royaume, un tremblement de terre de magnitude de 8,75 sur l'échelle de Richter ravage Lisbonne, provoquant incendies, raz-de-marée et scènes de paniques . On compte environ 60 000 morts et 85 % des habitations sont détruites, dont le palais royal, avec la bibliothèque et ses archives.
Carvalho prend immédiatement les choses en main alors que la famille royale fuit Lisbonne et part à Ajuda. Tout est fait pour ramener l'ordre, assainir la ville, conserver les habitants sur place et museler les mauvais prophètes .
Pombal survit par chance et se lance immédiatement dans la reconstruction de la ville, avec sa célèbre citation : « Et maintenant ? Nous enterrons les morts et guérissons les vivants. » . Malgré la calamité, Lisbonne ne souffre pas d'épidémie et, en moins d'un an, est déjà partiellement reconstruite. Cette reprise efficace peut être attribuée à la réponse rapide du marquis qui a adopté plusieurs mesures dans le but de stabiliser la situation et d'aider les habitants de Lisbonne .

### Guerre hispano-portugaise
Après avoir repoussé victorieusement l'invasion espagnole de 1762-1763, avec l'aide cruciale des Britanniques, Pombal commence à s'inquiéter de plus en plus de la montée en puissance de ces derniers. Comme l'a noté l'historien Andreas Leutzsch :

« Pendant le règne de Pombal, le Portugal a dû faire face à des menaces étrangères, comme l'invasion espagnole pendant la guerre de Sept Ans en 1762. Même si le Portugal a pu vaincre les Espagnols avec l'aide de ses alliés britanniques, cette guerre de l'Espagne et de la France contre l'hégémonie britannique l'a rendu préoccupé par l'indépendance portugaise et les colonies du Portugal . »

— Dans Identités nationales européennes : éléments, transitions, conflits.

### Expulsion des jésuites

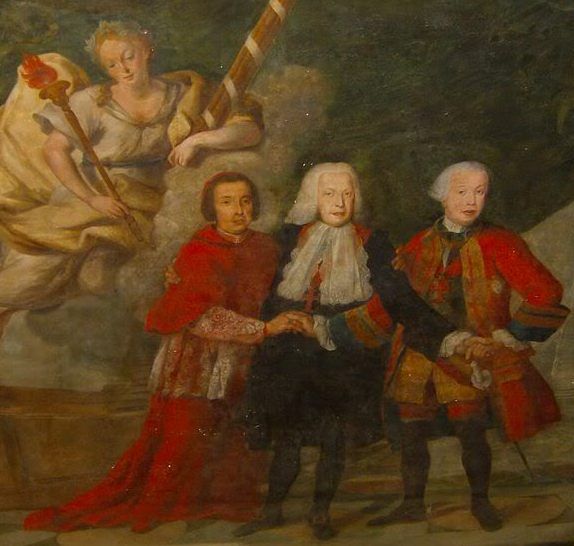
Sebastião José et ses frères, Paulo António de Carvalho e Mendonça (Cardinal Inquisiteur) et Francisco Xavier de Mendonça Furtado (Gouverneur de Grão-Pará). Peinture de Joana do Salitre, dans la salle Concordia du Palais Marquês de Pombal, Oeiras.

Ayant vécu à Vienne et à Londres, cette dernière ville étant en particulier un centre majeur des Lumières, Pombal croit de plus en plus que la Compagnie de Jésus, également connue sous le nom de « Jésuites », a une emprise sur la Science ainsi que l'éducation  et qu'ils constituent un frein inhérent à un « iluminismo » indépendant de style portugais . Les jésuites auraient joué un rôle dans la tentative de protection des Amérindiens dans les colonies portugaises et espagnoles. Cela aurait abouti à la Guerre des Guaranis au cours de laquelle la population du peuple guarani a été réduite de moitié par les troupes espagnoles et portugaises. Selon un recensement effectué en 1756, la population guarani des sept missions est de 14 284 habitants, soit environ 15 000 de moins que la population de 1750 . 
Pombal nomme son frère, Paulo António de Carvalho e Mendonça, inquisiteur en chef et utilise l'inquisition contre les jésuites. En ordonnant l'expulsion de la Compagnie de Jésus du Portugal le 19 janvier 1759, Pombal devient un précurseur dans toute l'Europe et ses colonies .  En décembre 1760, le marquis dénonce à l'Inquisition et fait brûler le jésuite Gabriel Malagrida en place publique pour hérésie .

### Procès des Távora
Le 3 septembre 1758, le roi Joseph Ier est blessé lors d'une tentative d'assassinat alors qu'il revient d'une visite à sa maîtresse, la jeune marquise mariée Teresa de Távora .
Le 9 décembre 1758, Pombal crée un tribunal d'enquête spécial (dont lui-même et les autres secrétaires d'État sont membres). Environ soixante personnes sont condamnées par le tribunal le 12 janvier 1759. Plusieurs nobles, dont des membres de la famille Távora et le duc d'Aveiro sont condamnés à mort, tandis que d'autres nobles sont condamnés à une peine d'emprisonnement à durée indéterminée. La brutalité des exécutions suscite à l'époque la controverse en Europe .

### Politique esclavagiste
En février 1761, il interdit l'importation d'esclaves vers le Portugal continental et l'Inde pour les rediriger vers le Brésil. Ainsi, il stimule le commerce d'esclaves noirs vers cette colonie, deux compagnies ont été fondées, avec le soutien et la participation directe du marquis de Pombal — la Compagnie de Grão-Pará et Maranhão ainsi que la Compagnie générale de Pernambuco et Paraíba — dont l'activité principale est précisément le trafic d'esclaves. La liste des actionnaires des deux compagnies comprend, outre le marquis, de nombreux nobles et ecclésiastiques,. 
Entre 1757 et 1777, un total de 25 365 esclaves noirs ont été importés au Pará et au Maranhão (Brésil) depuis des ports d'Afrique occidentale .

### Réformes pombalines
Les « réformes pombalines » sont une série de réformes destinées à rendre le Portugal économiquement autonome au moyen de l'expansion du territoire brésilien, de la rationalisation de l'administration du Brésil colonial ainsi que de réformes fiscales et économiques dans tout l'empire. Cependant, ces réformes ont rencontré des difficultés et ont finalement échoué à moderniser les économies portugaise et brésilienne ,.
La nécessité de développer un secteur manufacturier au Portugal a été rendue encore plus impérative par les dépenses excessives de la couronne portugaise, le tremblement de terre de Lisbonne de 1755, les dépenses liées aux guerres avec l'Espagne pour les territoires sud-américains ainsi que l'épuisement des mines d'or et de diamants au Brésil .

### Répressions intérieures
En janvier 1777, le village de Trafaria est complètement incendié, dans le but de capturer les rebelles qui s'y réfugient et de nombreuses personnes sont tuées .
Pombal ordonne l'incendie des cabanes de Monte Gordo dans le but de transférer les pêcheurs à Vila Real de Santo António, où beaucoup de ceux qui ont fui ont préféré s'installer plus tard en Espagne .
En 1757, une révolte populaire contre la « Companhia Geral de Agricultura dos Vinhos do Alto Douro », qui a augmenté le prix du vin dans les tavernes dont elle a le monopole, est réprimée par le marquis. En conséquence, la ville de Porto est occupée par des milliers de soldats, des procès sommaires sont organisés et plusieurs personnes sont pendues ,. 

### Disgrâce et décès

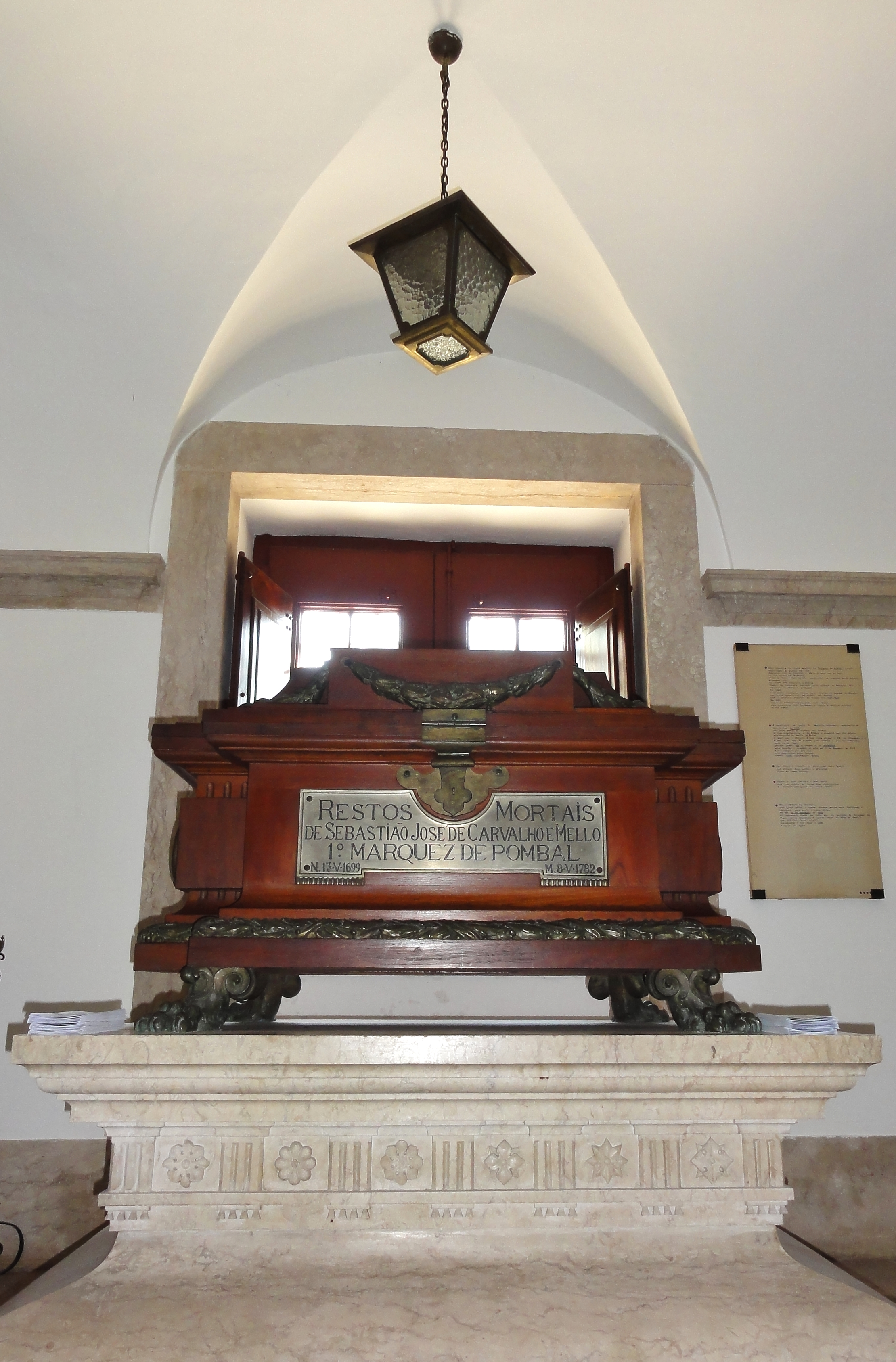
Mausolée du marquis de Pombal à l'église de la Mémoire (Ajuda-Lisbonne).

La fille et successeur du roi Joseph Ier, la reine Marie Ire de Portugal, force le marquis de Pombal à quitter ses fonctions . Presque tous ses anciens alliés l'abandonnent .
Le marquis meurt dans sa propriété de Pombal en 1782.
João de Saldanha Oliveira e Daun est son petit-fils .

## Publication
- (pt + fr) Relaçaõ abbreviada da republica, que os religiosos jesuitas das provincias de Portugal, e Hespanha, estabeleceraõ nos dominios ultramarinos das duos monarchias [« Liste abrégée de la république, que les religieux jésuites des provinces du Portugal et d'Espagne établiront dans les domaines d'outre-mer des deux monarchies »], Lisbonne ?, s.n., 1757 ?, 85 p., in-8o (OCLC 884545457, BNF 33578195, SUDOC 179809296, présentation en ligne).

## Postérité
En 1771, le botaniste italien Domenico Vandelli nomme Pombalia (en), un genre de plantes à fleurs d'Amérique, appartenant à la famille des Violaceae, en l'honneur du marquis.
L'adjectif « pombalin » désigne l'idéologie de la morale et du pouvoir à l'époque du gouvernement de Pombal (1755-1777),. En architecture, le style pombalin symbolise la représentation des constructions néo-classiques sobres faisant suite au tremblement de terre subi par la ville de Lisbonne en 1755.